# Daniel Quinn
Daniel Quinn (Omaha, 11 ottobre 1935 – Houston, 17 febbraio 2018) è stato uno scrittore statunitense, conosciuto per il suo libro Ishmael che gli garantì la vittoria del Turner Tomorrow Fellowship Award nel 1991, un concorso istituito da Ted Turner per romanzi che proponessero soluzioni originali a problemi globali come la crisi ambientale e la fame nel mondo.

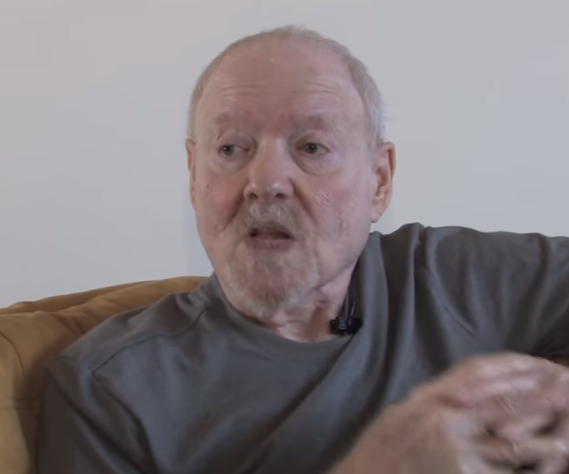
Daniel Quinn nel 2013

La definizione che preferiva di sé stesso è quella di critico culturale, dato che nei suoi libri esamina la cultura implicita (da lui detta "mitologia culturale") su cui la nostra civiltà (definita "cultura Prendi") è basata e ne mette in luce le supposte falsità scientifiche e le fallacie logiche.
Nonostante alcuni dei suoi libri (come After Dachau, The Holy o At Woomeroo) non trattino di ecologia, mitologia culturale e pericolo di estinzione umana, ognuna delle sue opere è apertamente o sottilmente influenzata dalle sue peculiari idee al riguardo.

## Biografia
Daniel Quinn studia all'università di Saint Louis nel Missouri, all'Università di Vienna, e all'Università Loyola di Chicago, dove si laurea in Inglese nel 1957. Ha ritardato una parte dei suoi studi per iniziare il noviziato all'Abbazia di Nostra Signora dei Getsemani, a Bardstown, nel Kentucky, dove sperava di prendere i voti da monaco trappista. La sua guida spirituale, Thomas Merton, rifiuta però presto la sua candidatura. Quinn inizia quindi una carriera da editore, abbandona la fede cattolica e si sposa due volte, divorziando, prima di incontrare Rennie MacKay, la sua terza moglie che gli rimarrà accanto fino all'ultimo.
Nel 1975 lascia la sua attività di editore e inizia un percorso di scrittore.
Muore di polmonite il 17 febbraio 2018 a Houston, città in cui risiedeva da anni con la moglie.

## Il pensiero
Quinn divide gli esseri umani, sulla base dei loro antitetici modi di considerare se stessi e il mondo, in due categorie: Prendi (noi umani civilizzati) e Lascia (gli umani che vivono in culture tribali).
I Lascia sono convinti che l'uomo appartenga al mondo, il quale è un luogo essenziale per la vita che deve quindi essere preservato e tutelato, e riconoscono che l'uomo è solo una specie tra milioni, senza particolari privilegi o doveri.
I Prendi invece (originatisi dalla Rivoluzione Agricola, circa 10.000 anni fa) considerano il mondo una proprietà dell'uomo e ritengono di poterlo sfruttare e modificare a piacimento, e sono convinti che gli esseri umani appartengano a un piano di esistenza superiore e separato rispetto alle altre specie per via della loro intelligenza. (Convinzione comunque quasi sempre latente e raramente espressa esplicitamente.)
Quinn afferma che la mitologia culturale Prendi (ossia la nostra) è evolutivamente instabile e nociva, e avvisa che non può che finire con il causare l'estinzione della specie umana, se non verrà riconosciuta la sua falsità. Scopo dei suoi libri, saggi e discorsi è proprio smentire queste fallacie culturali.
È da precisare comunque che Quinn usa i termini "Prendi" e "Lascia" in modo moralmente neutro, che nessuna delle due categorie è eticamente o spiritualmente "migliore" dell'altra. Vivono solo in modo radicalmente diverso, ma il fatto che i popoli Lascia vivano in modo ecosostenibile ed egualitario non significa che siano più saggi o più buoni di noi Prendi: semplicemente, quello è il modo di vivere che hanno ereditato dai loro antenati, e lo applicano senza rendersi nemmeno conto di tutte le sue conseguenze. Proprio come noi applichiamo il nostro non perché siamo malvagi ma perché non conosciamo altro modo di vivere e non ci rendiamo pienamente conto delle conseguenze negative che esso ha, sia per l'ambiente che per noi stessi.
Quinn condanna esplicitamente la convinzione comune che chi vive in modo civilizzato sia più avido, egoista e spiritualmente povero di chi vive tribalmente.
In realtà, sia città che tribù sono composte da esseri umani qualitativamente identici, tutti capaci di essere avidi, egoisti, meschini, intellettualmente miopi, sciocchi, invidiosi, ecc. Il motivo per cui la nostra civiltà sta distruggendo l'ambiente (e se stessa) e le tribù invece non lo stanno facendo non è la natura umana difettosa dei civilizzati, ma semplicemente il loro modo di vivere. Il che è un'ottima cosa, perché significa che per salvarci dall'estinzione non c'è bisogno di cambiare la natura umana (cosa attualmente impossibile e comunque dalle conseguenze indirette potenzialmente catastrofiche e impossibili da prevedere se anche lo fosse): basta semplicemente cambiare modo di vivere (cosa difficile ma nient'affatto impossibile, che infatti è stata fatta più di una volta nel corso della storia).
E il primo passo per cambiare il nostro modo di vivere è smentire la mitologia culturale che lo ha creato e che continua a tenerlo in vita, mentendoci quotidianamente e sottilmente tramite innumerevoli mezzi di comunicazione.
Per mitologia culturale (o "cultura implicita") si intende quell'insieme di credenze, idee, paradigmi e pregiudizi che ci vengono insegnati implicitamente fin dalla nascita e che ci vengono ripetuti costantemente ogni giorno tramite ogni agente socializzante (scuola, televisione, radio, famiglia, discussioni tra amici, lezioni, sermoni, libri di testo, romanzi, film, fumetti, leggende, barzellette, modi di dire, proverbi, ecc.).
È importante notare che si tratta di convinzioni latenti, che spesso nemmeno ci rendiamo conto di dare per scontate, di cui siamo così sicuri da non sognarci nemmeno di metterle in discussione e che influenzano ogni nostro pensiero, teoria, idea e azione.
Quinn chiama la nostra cultura implicita Madre Cultura, trattandola nei suoi romanzi quasi come una persona reale che ci bisbiglia costantemente nelle orecchie le sue bugie, e sostiene che l'umanità si sta avviando verso la propria estinzione a causa di alcune pericolosissime menzogne culturali, che hanno causato e continuano a portare avanti quotidianamente l'attuale crisi ecologica.
Queste menzogne culturali sono:
1. Che il mondo appartenga all'uomo e che l'uomo abbia il diritto di sfruttarlo a piacimento.
2. Che il nostro modo di vivere sia l'unico "giusto" e degno per gli esseri umani.
3. Che i difetti del nostro modo di vivere (crimine, guerre, povertà, soprusi, distruzione ambientale, depressione, senso di inutilità, ecc.) siano irrisolvibili perché in ultima analisi sono causati dalla natura umana, che è intrinsecamente difettosa.
4. Che l'umanità sia intrinsecamente nociva e una pestilenza per il pianeta, e l'unico modo di salvarlo sia estinguerci.
5. Che, nonostante i suoi difetti, il nostro modo di vivere civilizzato sia comunque il migliore che gli umani abbiano mai sperimentato, che sia inconcepibile pensare di poter trovare qualcosa di meglio, e che quindi l'unica cosa sensata da fare sia stringere i denti e continuare a vivere come stiamo facendo ora.
6. Che noi umani fossimo "destinati" a vivere in modo civilizzato e che il modo di vivere tribale sia stato solo una scadente brutta copia del nostro, che portava gli umani ad avere vite disgustose, brutali e brevi, che abbiamo fatto benissimo a lasciarcelo alle spalle e che non abbia nulla da insegnarci.
7. Che solo gli "esperti" (leader politici o religiosi, scienziati, ecc.) possano risolvere i problemi della nostra civiltà, e che le persone comuni non abbiano il potere di fare nulla e quindi è inutile anche solo che ci provino. Che la gente comune debba solo aspettare che qualcun altro che sia "addetto ai lavori" risolva la crisi ecologica al posto suo.
8. Che l'unico tipo di ricchezza che esiste sia quello (materiale e cumulabile) della nostra civiltà (ricchezza Prendi), composto di prodotti e servizi.
9. Che l'uomo sia una creatura che appartiene a un piano di esistenza superiore e separato dalle altre specie, e che quindi possa continuare a esistere anche se esse scompaiono. Che l'uomo sia libero dai vincoli biologici ed ecologici che legano tutte le altre specie e possa quindi vivere in modi evolutivamente instabili che sarebbero fatali per ogni altra specie, grazie al proprio ingegno e alla propria scienza.
10. Che noi civilizzati costituiamo l'intera specie umana, e che le nostre caratteristiche, i nostri modi di pensare, i nostri difetti e le nostre azioni siano propri dell'intera umanità, anziché solo della nostra cultura. Secondo questa logica, se noi Prendi siamo nocivi per il pianeta vuol dire che gli esseri umani lo sono intrinsecamente, e l'unica soluzione alla crisi ecologica è la nostra estinzione. Se noi Prendi siamo incapaci di vivere in modo egualitario e pacifico vuol dire che l'essere umano è una creatura profondamente e irrimediabilmente difettosa, e vivere in modo egualitario e pacifico per noi umani è impossibile. E così via.

Nei suoi libri, Quinn smentisce con logica e dati scientifici tutte queste credenze e ne dimostra l'enorme potenziale distruttivo (sia per l'ambiente che per i singoli individui), esortando a rigettarle e a cominciare a ragionare secondo un nuovo paradigma, perché è impossibile risolvere i nostri problemi con lo stesso modo di pensare che abbiamo usato quando li abbiamo creati.
Applicando i principi che rendono efficace e sostenibile lo stile di vita tribale (che è stato plasmato dalla selezione naturale ed è per questo efficiente) all'umanità moderna, Quinn propone una rivoluzione sociale (che lui chiama la Nuova Rivoluzione Tribale) che senza dipendere da istituzioni o governi generi nuovi modi di vivere, ecologicamente sostenibili e socialmente soddisfacenti per tutti (anziché solo per pochi fortunati), egualitari e pacifici.
Lo scopo è arrivare a moderne tribù dotate di tecnologia, ricerca scientifica e ogni pregio del nostro stile di vita civilizzato, ma che siano anche ecosostenibili, eque e non basate sull'etnia, bensì sulle preferenze personali di ognuno.
In queste ipotetiche nuove tribù, ogni individuo dovrebbe essere libero di vivere come preferisce. Se un certo stile di vita non lo soddisfa, dovrebbe essere libero di abbandonarlo, modificarlo o adottarne un altro radicalmente diverso. Nel suo Nuovo Tribalismo, insomma, "il cibo non dovrà essere sotto chiave", ossia le persone non dovranno essere costrette a vivere in un certo modo sotto la minaccia di morte sociale e/o fisica, come avviene nel nostro stile di vita Prendi, che in sostanza dice a ognuno di noi: o contribuisci al mio perpetuamento, trovandoti un posto nella mia economia (un lavoro), oppure diventi un reietto e muori di fame ("chi non lavora non mangia").
Tenere il cibo sotto chiave è una peculiarità dello stile di vita Prendi, ed è l'unico modo di costringere qualcuno a vivere in un modo che trova insoddisfacente o addirittura insopportabile. La Nuova Rivoluzione Tribale mira a eliminare questa costrizione, anche se solo gradualmente, e a portarci a una condizione di libertà personale simile a quella delle tribù tradizionali, dove ognuno può decidere in ogni momento di abbandonare un certo stile di vita, se esso comincia a non soddisfarlo più, perché possiede capacità di sopravvivenza sufficienti a vivere autonomamente come preferisce, senza dipendere da istituzioni o enti superiori.
Quinn sostiene che se innumerevoli tribù sono riuscite a ottenere questi risultati apparentemente utopistici per centinaia di millenni, non c'è ragione di credere che non possiamo riuscirci anche noi. Fa notare inoltre che non abbiamo molta scelta: tutte le ricerche ambientali mostrano che se non cambieremo radicalmente il nostro modo di vivere finiremo per causare un collasso ecologico di proporzioni catastrofiche e quasi certamente per estinguerci.
Una precisazione è d'obbligo: Quinn non è un "odiatore della civiltà", ma un suo critico (e di tipo costruttivo). Mentre individua e analizza lucidamente e senza indorare la pillola tutti i difetti della nostra civiltà Prendi, ne riconosce comunque anche i vantaggi (il progresso scientifico, artistico, filosofico, medico, ecc.) e propone possibili soluzioni ai suoi problemi.
Che non "odii" la civiltà in modo irrazionale viene dimostrato dal fatto che non propone di distruggere o rendere illecito lo stile di vita Prendi, o di perseguire in qualunque modo chi lo vorrà praticare anche quando esisteranno alternative: la sua rivoluzione culturale ha lo scopo di trovare nuovi modi di vivere, non di annientare quello vecchio.
Lo stile di vita Prendi infatti non è, secondo Quinn, intrinsecamente devastante: sta distruggendo il pianeta solo perché troppe persone lo stanno attuando tutte insieme. Se solo dieci o cento milioni di noi vivessero da Prendi, la sopravvivenza della specie umana non correrebbe alcun rischio. Rischiamo di estinguerci solo perché sette miliardi di noi stanno seguendo lo stesso stile di vita. Questo risultato probabilmente si avrebbe con qualunque stile di vita, se venisse seguito da troppi individui (per questo la popolazione delle tribù rimane perlopiù stabile).
Quinn, insomma, non è contrario allo stile Prendi in sé, ma a qualunque forma di omogeneità culturale.

## La Nuova Rivoluzione Tribale
Nuova Rivoluzione Tribale è il nome dato da Daniel Quinn alla sua proposta di rivoluzione socioculturale nel libro My Ishmael, il terzo che tratta delle falsità della nostra mitologia culturale.
Questa rivoluzione mira a generare nuovi modi di vivere ecosostenibili e soddisfacenti per i propri membri, a differenza del nostro stile di vita attuale (Prendi), piagato da ogni sorta di problemi e ingiustizie sociali e impegnato a distruggere alacremente l'ambiente da cui dipendiamo per continuare a esistere.
Quinn si ispira (ironicamente) alla Rivoluzione Industriale, ma solo nella metodologia di svolgimento, non negli ideali: dovrà infatti trattarsi di una rivoluzione incrementale, dove ognuno costruirà sulle idee altrui e le svilupperà e migliorerà, per poi rendere liberamente accessibile a chiunque il proprio contributo.
Sarà anche una rivoluzione frammentata, perché anziché avere tutti uniti sotto un'unica ideologia e portatori di un unico stile di vita in opposizione al nostro, dovremmo avere innumerevoli piccoli esperimenti sociali, innumerevoli individui o gruppi intenti a sperimentare qualunque innovazione sociale, educativa, legale, tecnologica, ecologica o architettonica vogliano, senza altra regola che non cercare nuovi modi di vivere sostenibili e soddisfacenti.
Lo scopo della rivoluzione infatti non è trovare l'Unico Modo Giusto Di Vivere (che secondo Quinn non è mai esistito e non può esistere), ma bensì generare il maggior numero possibile di nuovi stili di vita, ognuno adatto a quella particolare società, in quella particolare epoca e in quel particolare ambiente.
La diversità culturale è fonte di resistenza per la specie umana quanto la diversità biologica lo è per gli ecosistemi. (Se tutti gli umani diecimila anni fa fossero stati cacciatori di mammut, saremmo estinti da tempo.)
Per la natura necessariamente vaga ed enormemente complessa e capillare di un simile progetto di rivoluzione, Quinn si limita a dare Sette Punti Generici che la Nuova Rivoluzione Tribale sarebbe consigliabile seguisse:
1. La rivoluzione non avverrà tutta in una volta: non sarà un colpo di Stato come la Rivoluzione Francese o quella Russa.
2. Verrà attuata incrementalmente, da persone che miglioreranno ed estenderanno l'una le idee dell'altra. (Questa è stata la grande innovazione della Rivoluzione Industriale e la ragione del suo incredibile successo).
3. Non verrà guidata da nessuno. Come la Rivoluzione Industriale, non avrà bisogno di alcun pastore, organizzatore, leader, guida o mente al comando; sarebbe troppo da gestire per chiunque. In questo modo si eviterà inoltre il rischio che la rivoluzione venga distorta o traviata da qualcuno intenzionato ad accumulare potere per sé o a mantenere il potere che ha già sotto lo stile di vita Prendi.
4. Non sarà l'iniziativa di alcun organismo politico, governativo o religioso. Di nuovo, come la Rivoluzione Industriale. Alcuni vorranno sicuramente nominarsi suoi sostenitori o protettori; ci sono sempre capi pronti a farsi avanti una volta che altri hanno mostrato la strada.
5. Non avrà un punto di arrivo prestabilito. (Perché dovrebbe?)
6. Non procederà secondo un programma. Come potrebbe esserci un programma?
7. Ricompenserà coloro che faranno avanzare la rivoluzione con la moneta della rivoluzione. Nella Rivoluzione Industriale, quelli che contribuivano molto nella creazione di ricchezza basata sui prodotti ricevevano molto in ricchezza basata sui prodotti. Nella Nuova Rivoluzione Tribale, quelli che contribuiranno molto nella creazione di sostegno umano (ricchezza Lascia) riceveranno molto in termini di sostegno.

L'ultimo punto si riferisce al concetto di ricchezza Lascia, quella ricchezza alla base dell'economia delle società tribali e composta non di beni o servizi materiali e cumulabili (che inevitabilmente generano discrepanze e soprusi tra ricchi e poveri), ma di semplice supporto umano, immateriale e impossibile da accumulare.
Nelle società tribali, ogni necessità individuale viene soddisfatta da tutta la tribù in cooperazione. Se qualcuno ha bisogno di costruire un rifugio, l'intera tribù lo aiuta. Se ha un parente vecchio e malato, l'intera tribù se ne prende cura, anziché considerarlo solo un problema di un singolo individuo o di una singola famiglia.
Ogni membro si prende cura del resto della tribù, e questo non per altruismo o generosità ma perché conviene personalmente a tutti comportarsi così: se io aiuto il resto della tribù, poi ogni volta che sarò io ad aver bisogno di qualcosa, il resto della tribù aiuterà me. Per tutta la vita, ogni volta che ne avrò bisogno, potrò contare sul sostegno dell'intera tribù. Non si tratta di altruismo, potremmo definirlo egoismo positivo: io ottengo ciò che voglio non a discapito di qualcun altro, ma fornendolo anche a lui. È una situazione in cui nessuno perde e tutti vincono.
Questa ricchezza Lascia oltre a rendere impossibile la comparsa di divari economici tra gli individui libera anche i membri della tribù da tutte le ansie che affliggono la vita Prendi: ansia di perdere il lavoro, di non trovarlo o di trovarne uno considerato disprezzabile, ansia di ammalarsi e di perdere tutti i risparmi cercando di curarsi, ansia di rimanere da solo, ansia di perdere la casa, ansia di venire reso obsoleto e inutile, e così via.
Grazie alla ricchezza Lascia, le tribù godono di ciò che Quinn chiama sicurezza dalla-culla-alla-tomba (cradle-to-grave security).
La ragione per cui le società tribali sono egualitarie e libere dalle ansie della vita civilizzata, è bene ribadirlo, non sta nella superiore bontà dei loro membri ma nel fatto che in quelle società non è possibile che esistano ricchi e poveri. Se alla nostra ricchezza Prendi (materiale e cumulabile) si sostituisce la ricchezza Lascia, povertà, soprusi, ansia per il futuro e la vasta maggioranza dei crimini scompaiono perché viene a mancare la condizione essenziale perché possano verificarsi.
Concetti simili alla ricchezza Lascia sono l'Economia del dono, il software open source, i negozi give-away in cui le merci sono gratuite, e la stessa Wikipedia.
Sarebbe quindi auspicabile che le nuove tribù moderne funzionassero tramite ricchezza Lascia e non Prendi, anche se questa transizione economica dovesse avvenire gradualmente.

## Agricoltura Totalitaria
Quinn dedica molta attenzione allo stile di agricoltura praticato dalla nostra civiltà Prendi, che lui definisce provocatoriamente "agricoltura totalitaria".
Nonostante il nome di "agricoltura", comunque, sono inclusi anche l'allevamento intensivo e la caccia e la pesca eccessive. L'agricoltura totalitaria, insomma, è l'insieme dei sistemi di produzione alimentare della nostra civiltà, nonché la sua creatrice.
La nascita della nostra civiltà infatti va fatta risalire alla Rivoluzione Agricola avvenuta circa diecimila anni fa, in cui una tribù Lascia il cui nome non conosceremo mai decise di adottare uno stile agricolo fino ad allora inaudito, tanto intensivo da poter produrre tutto il proprio cibo anziché solo una parte. Fino a quel momento innumerevoli tribù avevano praticato una forma o l'altra di agricoltura, più o meno intensiva, accostandola alla pesca e alla caccia e raccolta, ma quando una tribù decise di usare solo l'agricoltura per sostentarsi, nacque la possibilità di stabilirsi permanentemente in un luogo.
Inoltre, l'inaudita efficienza dell'agricoltura totalitaria era tale da permettere ad alcuni individui di svolgere altri lavori piuttosto che la produzione di cibo.
Con la stanzialità e la differenziazione del lavoro, la nostra civiltà fu pronta a nascere, con i suoi villaggi permanenti (che poi divennero città, regni, imperi e nazioni), i suoi scambi commerciali e i suoi artigiani, soldati, scienziati, filosofi, artisti, e così via.
Ma Quinn rivela che l'agricoltura totalitaria non è la benedizione che siamo abituati a credere: la sua estrema efficienza è infatti una spada a doppio taglio, perché anche se ci ha permesso di prendere in mano il nostro destino (di qui il nome "Prendi"), facendo sì che potessimo mettere da parte le eccedenze di cibo che produceva e sottraendoci così ai capricci della natura (carestie, siccità), ci ha anche intrappolati in un circolo vizioso che ci ha ormai spinti sull'orlo dell'estinzione.
Quinn analizza infatti l'aumento della popolazione umana degli ultimi diecimila anni e conclude che, sebbene sia ovviamente impossibile averne prove matematiche, la popolazione umana è una funzione della disponibilità di cibo: all'aumentare dell'una, aumenta anche l'altra. Inevitabilmente, sempre e comunque.
Negli ultimi diecimila anni, la popolazione umana complessiva è passata da soli 5 o 10 milioni (le stime differiscono) agli oltre 7 miliardi odierni (e attualmente aumentiamo di 77 milioni di persone ogni anno). La popolazione umana globale, che prima dell'agricoltura totalitaria si ritiene fosse rimasta perlopiù stabile (catastrofi permettendo) per decine o centinaia di millenni, aumentando solo grazie alla migrazione in altri territori (e quindi a un ritmo incredibilmente lento), in appena diecimila anni è letteralmente esplosa grazie all'agricoltura totalitaria, portandoci alla situazione odierna, in cui siamo tanto sovrappopolati da usare il 50% in più delle risorse naturali che potremmo usare sostenibilmente. E vivere in modo insostenibile, per definizione, non può che portare all'estinzione.
Analizzando il suo ritmo, si può vedere che l'aumento demografico ha sempre seguito di pari passo l'aumento della nostra capacità produttiva alimentare: i picchi di incremento del ritmo di crescita demografica corrispondono alla Rivoluzione Agricola, alla Rivoluzione Industriale (che usando i carburanti fossili nell'agricoltura ne migliorò enormemente la produttività) e alla Rivoluzione Verde (la serie di recenti innovazioni agricole che hanno ancora una volta aumentato la nostra produttività alimentare).
Negli ultimi diecimila anni, ogni volta che la nostra produttività alimentare è aumentata, è aumentato proporzionalmente anche il ritmo di crescita della nostra popolazione. Senza eccezioni. Ogni volta che c'è stato più cibo disponibile, c'è stata anche più popolazione.
Quinn si basa su questi dati e sulle basi dell'ecologia per affermare che la popolazione umana, come quella di qualunque altra specie, cresce inevitabilmente all'aumentare del cibo a sua disposizione.
La parola chiave è "inevitabilmente", perché Quinn fa notare che, a dispetto della nostra intelligenza individuale, della nostra capacità di pianificazione e del nostro autocontrollo, la nostra popolazione nel complesso si è sempre comportata come quella di qualunque altra specie vivente: ogni volta che c'è stato più cibo, è aumentata anch'essa in proporzione all'aumento di cibo. Anche se individualmente la nostra intelligenza rende il nostro comportamento molto diverso da quello di qualunque animale, come specie il nostro comportamento è identico a quello di qualunque altra, e ogni tentativo di opporci a questa legge ecologica, di aumentare la produzione di cibo senza aumentare anche di numero, finora ha sempre fallito, senza eccezioni (basti pensare alla Cina, che a dispetto della sua draconiana politica di controllo delle nascite non ha mai smesso di aumentare di numero).
L'agricoltura totalitaria ci ha intrappolati in un circolo vizioso potenzialmente letale: ogni anno produciamo più cibo ⇒ aumentiamo di numero ⇒ produciamo ancora più cibo perché c'è più gente da sfamare ⇒ aumentiamo ancora di numero perché c'è più cibo a disposizione ⇒ produciamo ancora più cibo ⇒ aumentiamo di nuovo di numero, e così via.
Questo circolo vizioso è alla radice della nostra gravissima e inarrestabile sovrappopolazione, che peggiora sempre più ogni aspetto della crisi ecologica: dalla scarsità di acqua potabile, alla deforestazione sempre maggiore, alle estinzioni di massa delle specie che compongono gli ecosistemi di cui necessitiamo per vivere, al consumo di energia, all'inquinamento di aria, acqua e suolo.
Per non parlare della fame nel mondo, che secondo Quinn (e questa è probabilmente l'idea per cui viene criticato più aspramente) non solo non può venire risolta dall'agricoltura totalitaria, ma ne viene peggiorata sempre di più.
Quinn fa notare che sono decenni che produciamo sempre più cibo per sfamare gli affamati, e che anziché aver risolto la fame globale, ora ci sono molte più persone che stanno morendo di fame di quante ce ne fossero cinquant'anni fa. Evidentemente, afferma Quinn, si tratta di una strategia inefficace, e continuare a perseguirla senza neanche cercare alternative è illogico.
Quinn sottolinea inoltre che il problema della fame nel mondo non è sempre esistito, ma è stato creato dall'agricoltura totalitaria. Prima dell'agricoltura totalitaria, ogni popolazione viveva stabilmente (da innumerevoli millenni) di quanto il proprio territorio poteva produrre, senza aumentare di numero oltre la capacità portante della propria zona. Nessuna popolazione aveva fame (salvo casi eccezionali e soprattutto temporanei come siccità o incendi), e se anche la fame capitava occasionalmente, la popolazione si limitava a calare fino a ridursi abbastanza da poter sopravvivere con quello che il territorio produceva, come fa la popolazione di qualunque altra specie. A quel punto, la fame scompariva.
La popolazione di ogni specie infatti viene tenuta stabile tramite il meccanismo noto come feedback negativo, in cui due variabili si controbilanciano e rimangono in equilibrio dinamico tra loro. In ogni specie, un aumento del cibo causa un aumento della popolazione, ma poi questo aumento demografico causa una diminuzione del cibo, che riporta la popolazione ai livelli precedenti. Dato che ora c'è meno popolazione, le specie-cibo crescono più abbondanti, il che ha come conseguenza un nuovo aumento demografico, controbilanciato da un altro calo del cibo, che fa calare di nuovo la popolazione, e così via. In questo modo, né il cibo né la popolazione aumentano incessantemente senza controllo.
Ogni specie vivente è soggetta a questo meccanismo regolatore. Solo il 99% della nostra che costituisce la nostra civiltà fa eccezione: grazie all'agricoltura totalitaria, quando vediamo calare il cibo anziché diminuire di numero noi possiamo aumentare ancora la produzione alimentare, causando un altro aumento demografico, seguito da un altro aumento della produzione alimentare, e così via, in un'incessante crescita demografica (feedback positivo: due variabili anziché controbilanciarsi si stimolano a vicenda).
Prima della nostra civiltà non era mai avvenuto nella storia umana che delle popolazioni avessero perennemente fame. Non poteva avvenire. È stata l'agricoltura totalitaria a cambiare questa situazione, rendendo temporaneamente molto più produttive alcune aree, facendone quindi aumentare la popolazione a dismisura, e poi impoverendone ed erodendone il terreno tanto da rendere impossibile nutrirle tutte adeguatamente. A quel punto in una certa zona esistevano molte più persone di quanto quella zona fosse in grado di sostentarne, ed è proprio in questo caso che compare la fame.
L'agricoltura totalitaria ha affamato quelle popolazioni e le ha rese dipendenti da aiuti alimentari esterni. Aiuti che hanno l'unico risultato di causare un'ulteriore crescita demografica ogni anno che passa e quindi di aumentare il numero di affamati. Anno dopo anno. Lo vediamo accadere da decenni, ma la nostra mitologia culturale ci assicura che è inevitabile, che stiamo già seguendo la strategia migliore possibile e che non ha senso cercare alternative più efficaci perché non possono esistere, quindi dobbiamo continuare ad aumentare la produzione di cibo anche quest'anno.
Secondo Quinn, insomma, l'agricoltura totalitaria oltre a essere la causa principale della crisi ecologica (perché se non fossimo così tanti a praticarlo, lo stile di vita Prendi non avrebbe il potere di danneggiare l'ambiente oltre le sue capacità di recupero), è anche la causa del problema che ufficialmente dovrebbe risolvere.
Per questo Quinn propone di abbandonarla e di passare ad altri stili di agricoltura non totalitari, che non si arroghino il diritto di decidere quali specie devono vivere (quelle umanamente commestibili) e quali (parassiti, predatori, specie competitrici) devono morire. Stili che siano meno efficaci, che bastino a sostentare una popolazione sostenibile senza farla inevitabilmente e incontrollabilmente aumentare di numero.
L'unico motivo per cui il nostro stile di agricoltura è "totalitario", dopotutto, è che è ciecamente, ossessivamente, spietatamente volto alla conversione di sempre più del nostro pianeta in cibo umano (e quindi in massa umana), anche a costo di violare la legge ecologica che Quinn chiama "Legge della Competizione Limitata", che afferma in sostanza che ogni specie può competere al massimo delle proprie capacità, ma non dichiarare guerra ai propri competitori, distruggere il loro cibo o negargliene l'accesso. Si può competere in qualunque modo, insomma, a patto di non sterminare sistematicamente fino all'ultimo esemplare le specie nostre concorrenti o che riteniamo inutili, perché se si fa questo si finisce inevitabilmente per disgregare gli ecosistemi fino a farli crollare.
Tutte le specie esistenti (tranne il 99% della nostra) rispettano questa legge semplicemente perché una specie che la infrange non può che finire con l'autodistruggersi, come ogni predatore che stermina tutte le sue prede fino all'ultima. Quinn avverte che l'agricoltura totalitaria, poiché infrange questa legge ecologica (nonché logica), è evolutivamente instabile e condannata al fallimento (e noi con lei, se non smettiamo di praticarla).
Cancelliamo questo aspetto "fuorilegge" dalla nostra agricoltura, propone Quinn, ed essa non sarà più totalitaria, non minaccerà più di farci estinguere. Si limiterà a sostentarci.
Quinn sostiene anche che continuare a cercare di controllare le nascite sia illogico. Le politiche di controllo delle nascite non hanno mai funzionato, e questo perché presentano un grave difetto logico: sono politiche reattive, mirate a controllare gli effetti negativi del problema anziché a eliminarne le cause. Quinn afferma che nessun problema è mai stato risolto in questo modo, e che se si vuole risolvere un problema si devono eliminarne le cause. A quel punto, non c'è bisogno di controllarne gli effetti.
Stando così le cose, la sua proposta è semplice: la causa della crisi ecologica è la sovrappopolazione, e la causa della sovrappopolazione è l'agricoltura totalitaria. Smettiamo di praticarla e quindi di produrre sempre più cibo, e la crisi ecologica svanirà.
Quinn suggerisce una graduale riduzione della produzione di cibo, in modo da far calare gradualmente anche la popolazione fino a portarla a un numero ecosostenibile. La parola chiave in questa idea è graduale, perché una riduzione drastica e improvvisa causerebbe carestie e conflitti inimmaginabili, mentre una riduzione graduale dovrebbe portare al calo della popolazione solo grazie alle morti naturali (vecchiaia, incidenti, malattie) e al minore tasso di natalità, come avviene a qualunque popolazione vivente quando si trova ad avere gradualmente sempre meno cibo.
Questi fondamentali ma complessi e (molto) controversi argomenti della filosofia di Quinn vengono discussi più in dettaglio nel libro The Story of B, in cui Quinn descrive anche un esperimento immaginario al riguardo.
Delle critiche più frequenti si parla nell'apposita sezione di questa pagina.

## Tecnologia
Quinn viene spesso classificato come luddista, primitivista o come generico "odiatore" della tecnologia, ma la sua visione al riguardo è più una sfumatura di grigio che un giudizio nettamente positivo o negativo.
Quinn non è contrario alla tecnologia sempre e comunque, perché nei suoi libri afferma più volte chiaramente che immaginare un'umanità priva di tecnologia sarebbe assurdo: l'uomo è nato utilizzatore di tecnologia, dagli utensili di pietra, al fuoco, alla costruzione di rudimentali rifugi, vestiti e armi. Non è possibile separare l'uomo dalla tecnologia, dato che essa non è altro che espressione della sua capacità di modificare l'ambiente secondo i propri desideri, e che quella capacità intellettiva è parte di lui come la capacità di costruire nidi è parte degli uccelli, quella di costruire dighe è parte dei castori e quella di costruire formicai è parte delle formiche.
L'uomo senza tecnologia non sarebbe più l'uomo. Fortunatamente, non c'è bisogno di operare una separazione simile (peraltro impossibile da attuare): innumerevoli specie viventi modificano l'ambiente secondo i propri scopi da decine o centinaia di milioni di anni senza correre alcun rischio di estinzione o soffrire alcun degrado sociale o esistenziale. L'uomo stesso lo ha fatto per centinaia di millenni senza alcun problema, vivendo in culture tribali. Da questo emerge chiaramente, secondo Quinn, che il problema non è la tecnologia in sé, e che essa non è sempre e inevitabilmente un male.
Normalmente chi è contrario alla tecnologia propone un abbandono di tutto ciò che è artificiale in favore di ciò che è naturale, ma Quinn definisce tale distinzione fittizia e arbitraria. Se modificare deliberatamente l'ambiente per i propri scopi è innaturale, allora i nidi degli uccelli, le dighe dei castori e i formicai delle formiche sono abomini da cancellare dalla faccia della Terra, visto che dal punto di vista logico non c'è alcuna differenza tra essi e una casa: in entrambi i casi si utilizzano i materiali già presenti in natura (dato che sono gli unici che esistono) per modificare deliberatamente l'ambiente in modo che soddisfi delle necessità. Anche l'obiezione secondo cui i materiali sintetici sarebbero "innaturali" non ha senso: quei materiali provengono dall'ambiente naturale esattamente quanto legno, terra, ferro, argilla o carta, attraversano solo uno stadio produttivo addizionale in cui vengono mescolati ad altri materiali altrettanto naturali in determinate condizioni di temperatura e pressione. Secondo Quinn, questo non basta a renderli radicalmente diversi dagli altri, e le parole "naturale" e "innaturale" sono prive di significato e non fanno altro che portare le persone a perdersi in discussioni vane e interminabili sui diversi significati (tutti soggettivi e spesso inconciliabili) da attribuire loro; discussioni che non possono avere né una conclusione né un'utilità. Quinn si spinge a dire che ogni discussione diviene inutile nel momento stesso in cui i termini "naturale" o "innaturale" vengono introdotti.
(Inoltre, vengono spesso trovate delle costruzioni animali che utilizzano anche materiali sintetici, data la loro abbondanza e onnipresenza: spesso gli uccelli utilizzano pezzetti di plastica o di fil di ferro per costruire i loro nidi, ma non per questo si tratta di creazioni innaturali da eliminare.)
Ma Quinn non è nemmeno un entusiasta sostenitore della tecnologia, di quelli convinti che essa risolverà ogni nostro problema. Analizzando il passato e l'epoca attuale, nota che ogni innovazione tecnologica ha sempre prodotto almeno altrettanti problemi di quelli che ha risolto, se non di più, e che il nostro degrado sociale, esistenziale e ambientale non è mai stato nemmeno rallentato dalle scoperte tecnologiche sempre nuove e proposte come soluzioni miracolose. Niente nei dati a nostra disposizione porta a credere che la tecnologia riuscirà un giorno a risolvere i problemi che ci affliggono, trattandosi, secondo Quinn, di problemi intrinseci al nostro stile di vita e da esso inseparabili.
Continuare a sperare nella comparsa di una panacea tecnologica che ci permetta di evitare l'estinzione o di cancellare crimine, divario economico, soprusi, corruzione, male di vivere o uno qualunque dei problemi endemici della nostra civiltà Prendi, significa essere preda di alcune delle fallacie culturali che Quinn smentisce nelle proprie opere, ossia:
- La convinzione che l'umanità appartenga a un piano di esistenza superiore a quello delle altre specie grazie al proprio intelletto, e che usando la tecnologia le sarà possibile infrangere leggi e vincoli ecologici e vivere in modi che sarebbero letali a ogni altra specie (per esempio consumando ogni anno più risorse naturali di quante se ne possano rigenerare).
- La convinzione che il nostro stile di vita civilizzato sia l'unico "giusto" per gli esseri umani, e che quindi dobbiamo continuare a portarlo avanti a qualunque costo, anche se finirà per distruggerci.
- La convinzione che le persone comuni non possano fare nulla per risolvere i problemi della nostra civiltà e che debbano limitarsi a lasciar fare agli esperti (in questo caso, agli scienziati).

Quinn, concludendo, sostiene che la tecnologia, come tutti gli strumenti, può avere risultati positivi o disastrosi a seconda di come viene usata. Se una particolare tecnologia viene usata per infrangere leggi e vincoli ecologici (come la Legge della Competizione Limitata), allora quella tecnologia è un male e va eliminata. Ma se una tecnologia non viene usata in modo insostenibile o allo scopo di rinforzare i problemi già esistenti nella nostra civiltà, o addirittura viene usata per risolverli, non ha senso opporsi a essa. Significherebbe rinunciare a una risorsa potenzialmente utilissima. Senza la pressa da stampa (e internet), per esempio, le sue idee sui problemi della nostra civiltà e su come risolverli non avrebbero potuto venire conosciute da milioni di persone in tutto il mondo.
Naturalmente, per eliminare le tecnologie negative non è necessario che tutti si mettano d'accordo su quali sono un bene e quali un male, cosa che non avverrà mai. Si tenga sempre a mente che la Nuova Rivoluzione Tribale che Quinn propone è una rivoluzione frammentata e incrementale, quindi può essere cominciata da piccoli gruppi o perfino da singoli individui convinti della bontà di una certa visione, idea o innovazione, senza alcun bisogno di consenso globale unanime o dell'approvazione di nessuno.
L'importante è, insomma, imparare a distinguere tra tecnologie apparentemente positive ma in realtà nocive perché usate in base a una visione del mondo distorta dalla nostra mitologia culturale (come il nostro sistema di produzione alimentare, che non fa che peggiorare la nostra sovrappopolazione e la fame che in teoria dovrebbe risolvere), e tecnologie genuinamente positive, perché utilizzate tenendo bene a mente la realtà per come è davvero, e non per come Madre Cultura ce la fa sembrare.

## Differenze tematiche tra i vari libri
In tutti i seguenti libri, Quinn critica la nostra mitologia culturale e spiega perché è necessario liberarcene se non vogliamo estinguerci, ma gli argomenti su cui si concentra differiscono notevolmente da un libro all'altro.
In Ishmael, Quinn discute dell'origine della nostra civiltà, parla dettagliatamente della sua personale interpretazione della Genesi, della Legge della Competizione Limitata che la civiltà Prendi sta infrangendo e della sua importanza, e accenna al rapporto tra produzione alimentare e sovrappopolazione (ma senza svilupparlo).
In The Story of B, Quinn discute a lungo delle religioni Prendi (definite salvazioniste) e delle differenze con l'animismo (la religione universale Lascia) e approfondisce il rapporto tra l'agricoltura totalitaria e la crescita demografica. Parla inoltre del degrado culturale che la nostra civiltà sta sperimentando da vari secoli, ma che solo ora comincia a divenire impossibile da ignorare.
In My Ishmael, Quinn critica duramente la scolarizzazione, con la sua pretesa di insegnare a tutti le stesse cose nello stesso momento e nello stesso modo, senza alcun rispetto per i talenti, le attitudini, le necessità e gli interessi di ognuno, e propone un'alternativa molto simile alla descolarizzazione di John Holt. Quinn approfondisce inoltre le differenze tra competizione inter-specie (tra specie diverse) e competizione intra-specie (tra membri della stessa specie) e spiega che vivere tutti nello stesso modo non fa che esacerbare quest'ultima. Delinea anche i Sette Punti che la sua Nuova Rivoluzione Tribale dovrebbe seguire, e comincia a parlare di moderne tribù su base culturale anziché etnica.
In Beyond Civilization (Oltre la Civiltà - per la prima volta non un romanzo ma un saggio), Quinn riassume le critiche alla nostra cultura fatte nei precedenti libri e sviluppa maggiormente la sua idea di moderna rivoluzione tribale, portando esempi di organizzazioni e aziende organizzate tribalmente. Dato che una tribù non è altro che un gruppo di individui che si guadagnano da vivere insieme, ma che non necessariamente devono vivere insieme o appartenere alla stessa etnia o cultura di provenienza, Quinn descrive (a grandi linee) un mondo composto di moderne tribù che anziché risiedere in una certa zona geografica (come quelle antiche) abbiano sede in un territorio culturale: uno spazio immateriale che vada oltre la civiltà, che la superi, dando alle persone la possibilità di liberarsi dall'economia Prendi e dai suoi obblighi. (Naturalmente nulla vieta di condividere anche lo stesso spazio geografico, oltre che culturale: semplicemente non sarebbe indispensabile.)
In If they give you lined paper... write sideways (Se ti danno carta rigata... scrivi di traverso), un altro saggio, Quinn si concentra non tanto sulle proprie idee quanto sul proprio metodo di riflessione, sul modo in cui genera queste idee. Attraverso un dialogo realmente avvenuto con una sua lettrice, Quinn spiega come svolge la sua attività di critico culturale, come individua le fallacie culturali implicite che sfuggono alla maggior parte delle persone e come arriva alle sue conclusioni, famose per essere anti-intuitive e quasi "aliene".

## Critiche e risposte di Quinn
La filosofia di Quinn è nota per essere molto peculiare e differente da qualunque altra. Per questo molto spesso chi si avvicina al suo pensiero tende a saltare alle conclusioni e a etichettarlo in vari modi (luddista, hippie, anarco-primitivista, ecc.) nello sforzo di semplificare e rendere più comprensibili le sue idee, ma ad un'analisi più approfondita emergono vari motivi per cui nessuna di queste etichette è adeguata a descriverle.
Nonostante abbia lo scopo di salvaguardare l'ambiente, infatti, Quinn non è un luddista, perché non è contrario alla tecnologia (anzi) e non individua nella Rivoluzione Industriale l'origine della crisi ecologica, ma nella Rivoluzione Agricola avvenuta 10.000 anni fa. Le uniche tecnologie a cui si dichiara contrario sono quelle ecologicamente insostenibili (perché infrangono la Legge della Competizione Limitata).
Né lo si può definire un anarco-primitivista, perché studia le culture tribali solo per individuarne i principi che le rendono di successo (ossia socialmente soddisfacenti per tutti i loro membri ed ecologicamente sostenibili) e per poterli applicare all'umanità moderna, creando così modi di vivere nuovi e mai visti prima. Non propone affatto di tornare a uno stile di vita primitivo e non è affatto contro la tecnologia e il progresso scientifico.
Né può essere descritto come "hippie", perché non auspica né propone un cambiamento della natura umana. Si rende conto che le persone continueranno ad essere egoiste, avide, meschine, invidiose, capaci di essere miopi e sgradevoli, e lo accetta. Non lo considera affatto un problema, a differenza degli hippies, che volevano che tutti divenissero più tolleranti, generosi e gentili.
Anziché cercare inutilmente di cambiare la natura umana proponendo sacrifici e rinunce in nome dell'ambiente, Quinn propone di utilizzare la natura umana così com'è e di trovare un nuovo modo di vivere ecosostenibile che la gente adotti non per altruismo o per spirito di sacrificio, ma perché è migliore anche per loro, oltre che per l'ambiente. Perché gli conviene personalmente adottarlo. Perché da esso ottengono di più di quanto ottenessero dal modo di vivere civilizzato.
Quinn è convinto del principio secondo cui la gente non rinuncia a ciò che ha per qualcosa di peggio, ma solo per qualcosa di meglio. Per questo analizza le culture tribali, che presentano modi di vivere ecosostenibili che i membri della tribù sono lieti di perseguire perché li trovano anche soddisfacenti e migliori di quello civilizzato (tanto che sono disposte a suicidarsi in massa pur di evitare di unirsi alla nostra civiltà).
Molto frequente è anche l'accusa di "idealizzare i selvaggi". Secondo alcuni, Quinn li dipinge come più saggi, altruisti e generosi delle persone civilizzate e suggerisce di prendere a modello la loro superiorità spirituale. Ma Quinn in realtà ribadisce innumerevoli volte nei suoi libri e nei suoi saggi che l'unico motivo per cui analizza le società tribali è per scoprire i principi che le rendono efficienti, egualitarie e sostenibili, non per lodare chi vive in quel modo dal punto di vista spirituale o etico. Il successo del tribalismo non è merito di una presunta superiore saggezza o generosità dei popoli tribali, perché sia Lascia che Prendi sono egualmente umani e possiedono gli stessi pregi e gli stessi difetti. La differenza tra Prendi e Lascia è esclusivamente culturale.
Precisa anche spesso che l'unico motivo per cui le tribù sono egualitarie, sostenibili ed efficienti è che si tratta di stili di vita plasmati dalla selezione naturale e non decisi a tavolino come il nostro, e questo ha avuto come conseguenza che solo le pochissime società tribali tanto ecologicamente stabili e socialmente soddisfacenti da continuare a esistere per millenni sono osservabili ancora oggi (se uno stile di vita tribale non soddisfa i propri membri, infatti, essi non continuano certo a portarlo avanti: niente li costringe a farlo, dato che a differenza di noi non dipendono da alcuna istituzione per vivere e possono abbandonare il proprio stile di vita quando vogliono senza soffrire ripercussioni).
Quinn sostiene che il successo del tribalismo non è questione di opinioni personali (se come criterio di giudizio si usano la soddisfazione dei propri membri e la sostenibilità ambientale), ma un semplice dato di fatto, e sottolinearlo non significa idealizzare i selvaggi più di quanto sottolineare l'efficacia degli alveari per le api significhi idealizzare le api.
In risposta alle frequenti accuse di amoralità o immoralità, va precisato che la critica di Quinn alla nostra civiltà non è etica o morale, ma meramente pratica. Quinn critica la sua inefficienza e la sua autodistruttività, non la sua immoralità o la sua crudeltà (argomenti soggettivi su cui non esiste una risposta giusta e di cui dichiara di non essere interessato a discutere).
Quinn non è inoltre contrario all'agricoltura, come sembra a molti a una prima lettura superficiale. Sostiene invece che solo il nostro stile di agricoltura, quello che lui definisce "agricoltura totalitaria", vada abbandonato, perché a causa della sua enorme efficienza nel produrre cibo non può che causare sempre più sovrappopolazione e quindi sempre più distruzione ambientale. Ma Quinn si fa un punto d'onore di smentire la credenza che il nostro stile di agricoltura sia l'unico esistente, e precisa che innumerevoli tribù hanno utilizzato vari altri stili di agricoltura (più o meno intensivi) per decine di millenni senza alcun problema. Non è l'agricoltura in sé il problema, ma solo il nostro particolare stile.
Quinn viene spesso accusato anche di criminalizzare l'umanità per la crisi ecologica, di odiare gli esseri umani e di preferire a essi piante e animali, in quanto fanatico ambientalista. Ma dato che nelle sue opere precisa ripetutamente e chiaramente che la crisi ecologica non è colpa dell'umanità, ma solo della civiltà Prendi (che non costituisce l'intera umanità ma solo una cultura tra migliaia), che gli esseri umani non sono affatto inevitabilmente distruttivi per il pianeta come si tende a credere (come dimostrano le società tribali), e che il suo scopo è di evitare l'estinzione umana trovando modi di vivere che ci consentano di vivere su questo pianeta indefinitamente, quest'accusa non appare molto fondata.
Inoltre, come si è detto all'inizio di questa pagina, Quinn rigetta la definizione di "ambientalista" (fanatico o moderato che sia) perché a suo dire genera una falsa dicotomia.
Per via delle sue idee sulla connessione tra disponibilità di cibo e aumento della popolazione e sul fatto che l'agricoltura totalitaria avrebbe creato la fame nel mondo e anziché risolverla non fa che peggiorarla sempre di più, molti hanno accusato Quinn di voler lasciar morire di fame le popolazioni già denutrite, che in caso di una riduzione di cibo, per quanto graduale, sarebbero molto probabilmente quelle con il maggior numero di decessi.
A queste accuse, Quinn ha risposto che non avendo il potere di salvare quelle persone, non ha senso dire che le sta "lasciando" morire, dato che non è lui a decidere il numero massimo di persone che possono venire sostentate dal nostro pianeta sostenibilmente. Ha aggiunto inoltre che visto che il problema è stato causato dall'agricoltura totalitaria e ne viene aggravato sempre di più, rifiutarsi di abbandonarla non significa salvare gli affamati ma solo condannare ancora più gente a morire in futuro, e di questo passo rischiare l'estinzione della nostra intera specie.
Per quanto riguarda la frequente critica di utopismo, va sempre ricordato che un'utopia (termine di recente molto inflazionato) è una cosa impossibile, non solo difficile, e dato che innumerevoli tribù sono riuscite a creare e mantenere per millenni società ecosostenibili, egualitarie, pacifiche e soddisfacenti per tutti i loro membri, le idee di Quinn non possono certo essere definite "utopistiche". È già avvenuto nella nostra storia che un nuovo paradigma si affermasse e cambiasse l'intero pianeta in pochi decenni (l'ultima volta è accaduto con la Rivoluzione Industriale) e in anni recenti ci sono state varie iniziative, come i villaggi di Earthships in Colorado e in New Mexico, che sembrano rispettare i principi del Neotribalismo e funzionano senza problemi da decenni.
Quinn ricorda inoltre che un cambio di paradigma non è una scelta facoltativa, al punto in cui siamo: è la nostra unica possibilità di sopravvivere come specie. Quindi anziché concentrarsi unicamente sui problemi di attuazione sarebbe più sensato concentrarsi sul potenziale di queste proposte e su come realizzarlo.

## Opere
- 1988 - Dreamer ("L'incubo. Quando il confine fra sogno e realtà non esiste più, il risultato e qualcosa di terribile", traduzione di Alessandro Zabini, Ed. Nord, 1991.)
- 1992 - Ishmael (traduzione di Mauro Gaffo, Il Saggiatore, 1999. ISBN 88-428-0731-1)
- 1996 - The Story of B (tradotto in italiano solo amatorialmente e diffuso sul web)
- 1997 - My Ishmael (tradotto in italiano solo amatorialmente e diffuso sul web)
- 1997 - A Newcomer's Guide to the Afterlife (con Tom Whalen)
- 1996 - Providence: The Story of a 50 Year Vision Quest (autobiografia)
- 1999 - An Animist Testament (audio cassette di Quinn che legge The Tales of Adam e The Book of the Damned)
- 2000 - Beyond Civilization (tradotto in italiano solo amatorialmente e diffuso sul web)
- 2001 - The Man Who Grew Young (graphic novel)
- 2001 - After Dachau
- 2002 - The Holy
- 2005 - Tales of Adam
- 2006 - Work, Work, Work
- 2007 - If They Give You Lined Paper, Write Sideways (tradotto in italiano solo amatorialmente e diffuso sul web)
- 2012 - At Woomeroo (raccolta di racconti)